# Digama plicata
Digama plicata là một loài bướm đêm thuộc họ Erebidae. Nó được tìm thấy ở Châu Phi, bao gồm Tanzania.